# Piper PA-42
Dimensions
Le Piper PA-42 est un avion bimoteur. Il est utilisé comme avion d'entraînement par diverses compagnies aériennes ou force armées aériennes.